# Uwe Hahn
Uwe Hahn (* 1. Juli 1954 in Bad Kreuznach) ist ein ehemaliger deutscher Fußballspieler.

## Karriere
Im Sommer 1977 wechselte Hahn zum SV Darmstadt 98 in die 2. Bundesliga Süd. Bereits in seiner ersten Saison im bezahlten Fußball konnte er sich einen Stammplatz im offensiven Mittelfeld sichern und hatte Anteil an Meisterschaft und Bundesliga-Aufstieg 1977/78.
Auch in der darauffolgenden Bundesliga-Saison 1978/79 blieb er Stammspieler und avancierte als hängende Sturmspitze mit sieben Treffern zum besten Darmstädter Torschützen. Höhepunkt war im November 1978 sein Tor des Monats zum 1:1-Endstand im Spiel beim FC Bayern München.
Nach dem sofortigen Wiederabstieg verlor er seinen Stammplatz durch längere verletzungsbedingte Zwangspausen und konnte sich diesen erst wieder im Laufe der Saison 1980/81 zurückerkämpfen. Im Sommer 1981 konnte er mit dem SV Darmstadt 98 seine zweite Meisterschaft in der 2. Bundesliga Süd und den erneuten Aufstieg in die Bundesliga feiern. Auch diesmal musste der SV Darmstadt 98 nach einem Jahr wieder in die Zweitklassigkeit zurückkehren. Hahn verlor nach Differenzen mit Trainer Werner Olk seinen Stammplatz und konnte sich diesen erst wieder in der Saison 1983/84 zurückerkämpfen.
Im Sommer 1984 erhielt er in Darmstadt keinen neuen Vertrag mehr und wechselte daraufhin zum VfR Bürstadt. Trotz einer starken Saison Hahns (32 Spiele mit 6 Toren) musste die Mannschaft im Sommer 1985 aus der 2. Fußball-Bundesliga absteigen. Er beendete danach seine Karriere im bezahlten Fußball.
Für den SV Darmstadt 98 bestritt Hahn zwischen 1977 und 1984 126 Zweitligaspiele (18 Tore) und 57 Spiele in der Bundesliga (10 Tore).